# It's a Hard Life
Singles de Queen
I Want to Break Free
(1984) Hammer to Fall
(1984)
It's a Hard Life est une chanson du groupe de rock britannique Queen, sortie en single en 1984. Écrite par Freddie Mercury, elle est extraite de l'album The Works sorti la même année.

## Autour de la chanson
L'ouverture de la chanson est issue d'une traduction de Vesti la giubba, une aria de Pagliacci, un opéra de Ruggiero Leoncavallo. Freddie Mercury était connu pour son amour de l'opéra, qui a influencé plusieurs chansons de Queen, notamment Bohemian Rhapsody (1975).

## Clip vidéo
Le clip de la chanson, réalisé par Tim Pope, a été conçu dans un style opéra. Les membres de Queen et les figurants sont tous déguisés. La guitare dont joue Brian May dans le clip, assez particulière puisque composée d'un crâne et d'os, a coûté plus de 1 000 £. On peut également la voir sur la pochette du single.
On peut apercevoir dans le clip la compagne de l'époque de Freddie Mercury, l'actrice allemande Barbara Valentin. C'est elle qui lui marche sur le pied.
Selon Peter Freestone, Freddie Mercury s'était blessé peu de temps avant aux ligaments du genou. Raison pour laquelle, à la fin du clip, il s'aide de la marche de l'escalier pour s'asseoir.

## Classements
| Classements (1984) | Meilleure position |
| ------------------ | ------------------ |
| Irlande            | 2                  |
| Royaume-Uni        | 6                  |
| Pays-Bas           | 20                 |
| Allemagne          | 26                 |
| États-Unis         | 72                 |
| Australie          | 87                 |

## Crédits
- Freddie Mercury : auteur, chant principal, chœurs et piano
- Brian May : guitare électrique et chœurs
- Roger Taylor : batterie et chœurs
- John Deacon : guitare basse
- Reinhold Mack : producteur